# El socialisme és bo
El socialisme és bo (xinès simplificat: 社会主义好, pinyin: shèhuìzhǔyì hǎo) és una cançó revolucionària xinesa composta el 1958 per Li Huanzhi, amb lletra de Xi Yang. Va ser creada en motiu del moviment anti-dretà.